# Atractomorpha nigripennis
Atractomorpha nigripennis är en insektsart som beskrevs av Zheng, Z. 2000. Atractomorpha nigripennis ingår i släktet Atractomorpha och familjen Pyrgomorphidae. Inga underarter finns listade i Catalogue of Life.